# تراموا برست
تراموا برست (فرانسوی: Tramway de Brest‎) سیستم تراموا در شهر برست، فرانسه است.
این تراموا که در سال ۲۰۱۲ تأسیس شده دارای ۱ خط، ۲۸ ایستگاه و ۱۴.۳ کیلومتر طول می‌باشد.

## نگارخانه

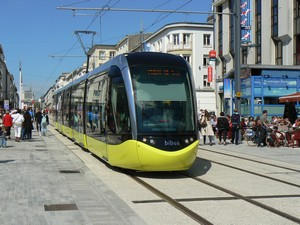
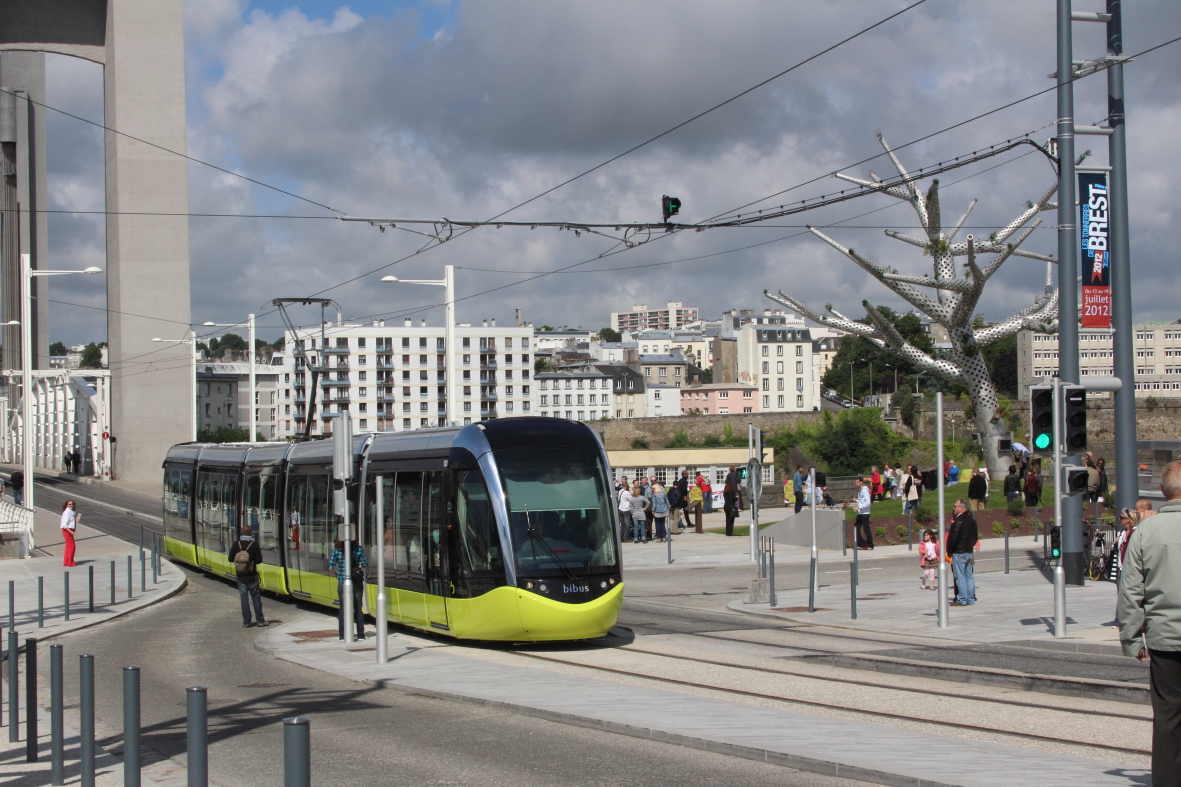
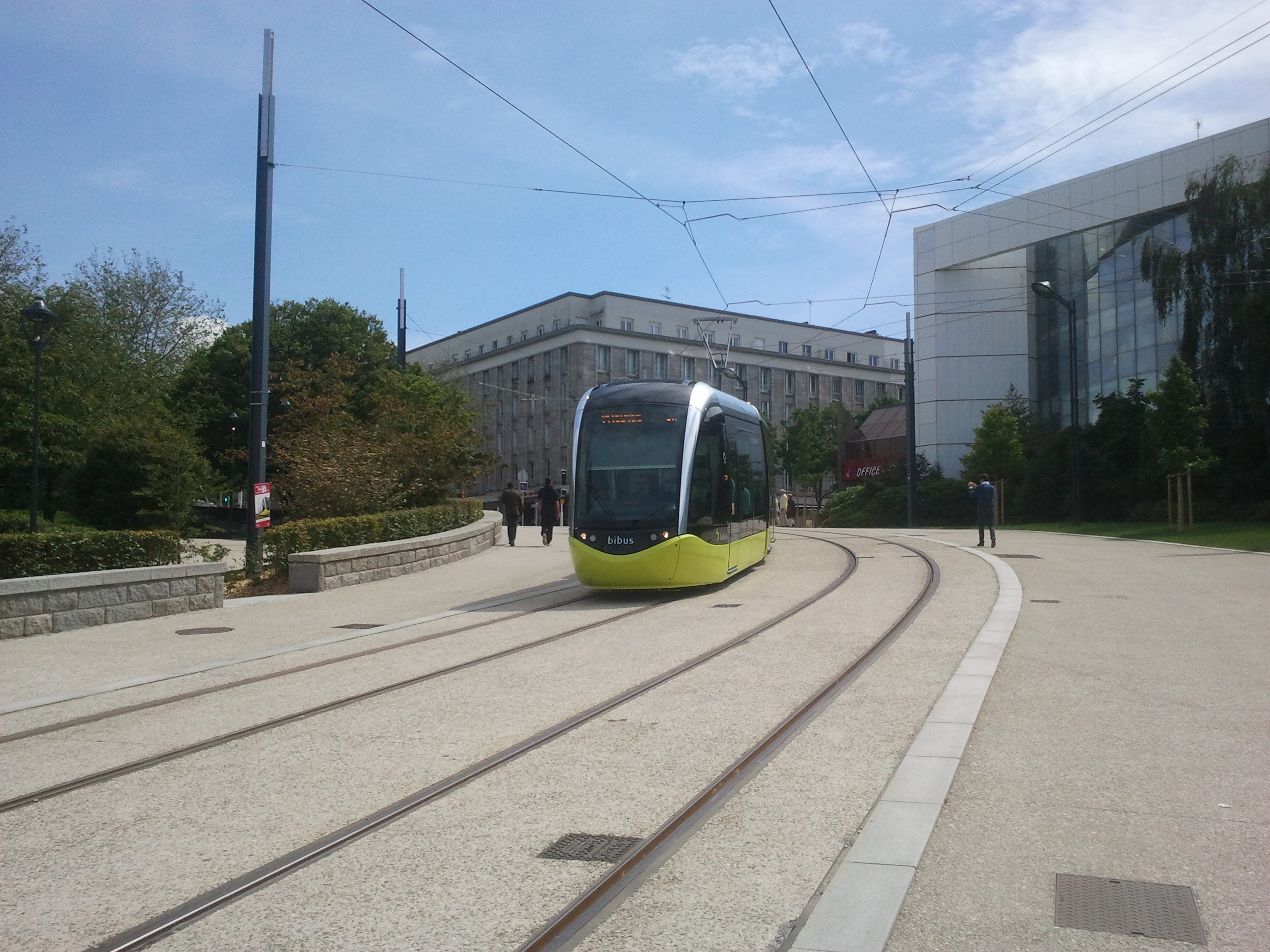
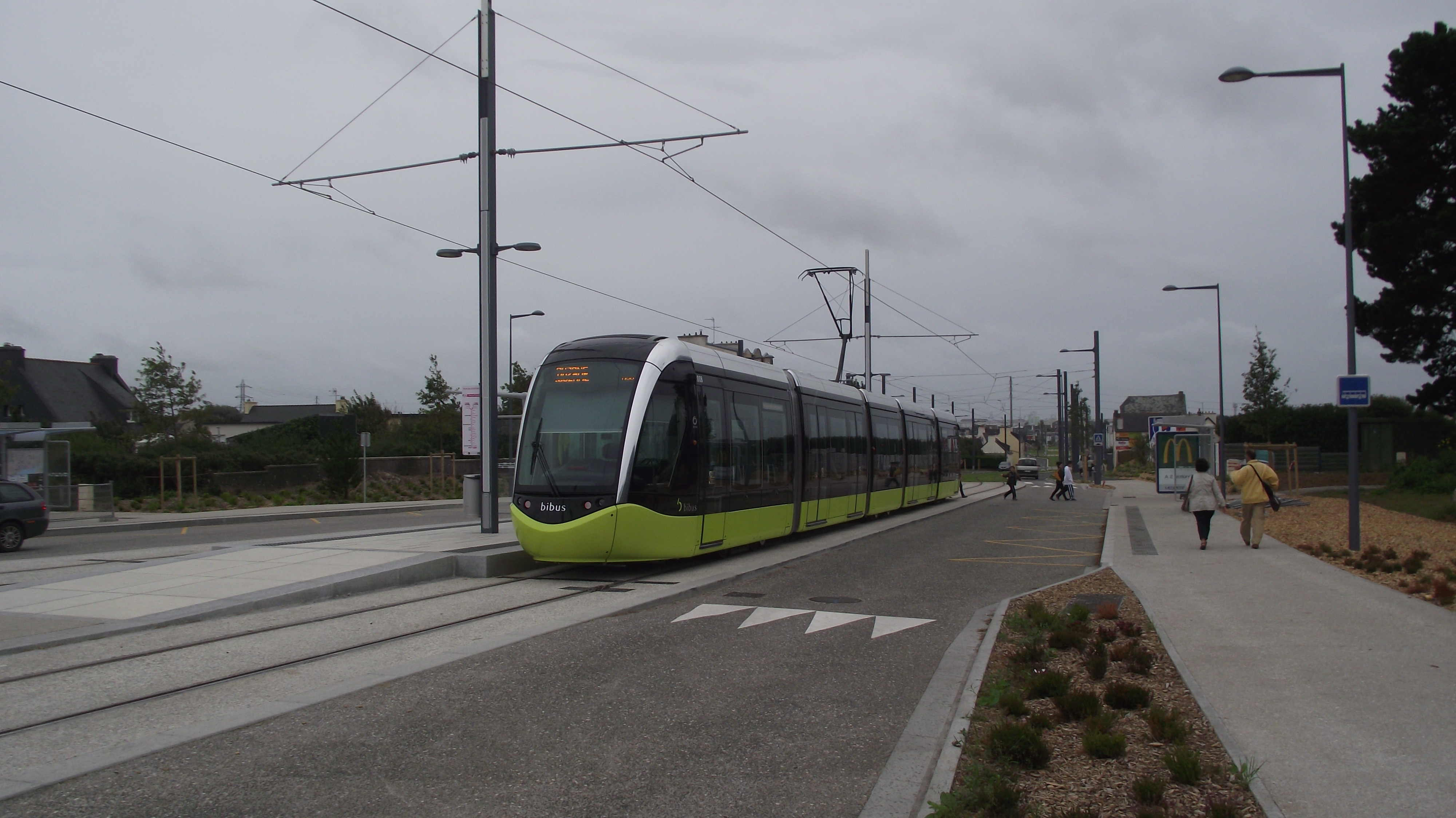